# Мале Орјуле
Мале Орјуле су остврце у Јадранском мору површине 0,33 km², дужине 1,4 km и дужине обалске линије 4,2 km. 
Налазе се источно од острва Лошиња и острвца Трасорке, а северозападно је остврце Веле Орјуле. Југозападно од њих налази се острвце Шкољић.
Пловећи даље према југу, дошло би се до острва Светог Петра и Иловика.
Најјугоисточнија тачка Малих Орјула је рт Цирка.
Највиши врх је 11 m.
Западно од овог оствца је добро и заклоњено сидриште, а источно је гребен Бателић.